# ヨアンナ・カチョル
ヨアンナ・カチョル（Joanna Kaczor、1984年9月16日 - ）は、ポーランドの元女子バレーボール選手。ポジションはオポジット。

## 来歴
ヴロツワフ出身。2008年にポーランド代表に初選出され、同年の北京オリンピックに出場した。
2009年のヨーロッパ選手権で銅メダルを獲得。2010年にはレギュラーとして活躍し、同年のワールドグランプリ、世界選手権に出場した。

## 球歴
- オリンピック - 2008年
- 世界選手権 - 2010年
- ワールドグランプリ -2008年、2009年、 2010年、2012年
- 欧州選手権 - 2009年
- モントルーバレーマスターズ - 2009年、2010年

## 所属クラブ
- グヴァルディア・ヴロツワフ（2003-2005年）
- College of Southern Idaho（2005-2006年）
- 南カリフォルニア大学（2006-2008年）
- ムシニアンカ・ムシナ（2008-2009年）
- River Volley（2009-2010年）
- ムシニアンカ・ムシナ（2010-2012年）
- MKSドンブロヴァ・グルニチャ（2012-2013年）
- インペル・ヴロツワフ（2013-2017年）